# Đền thờ thần Hachiman

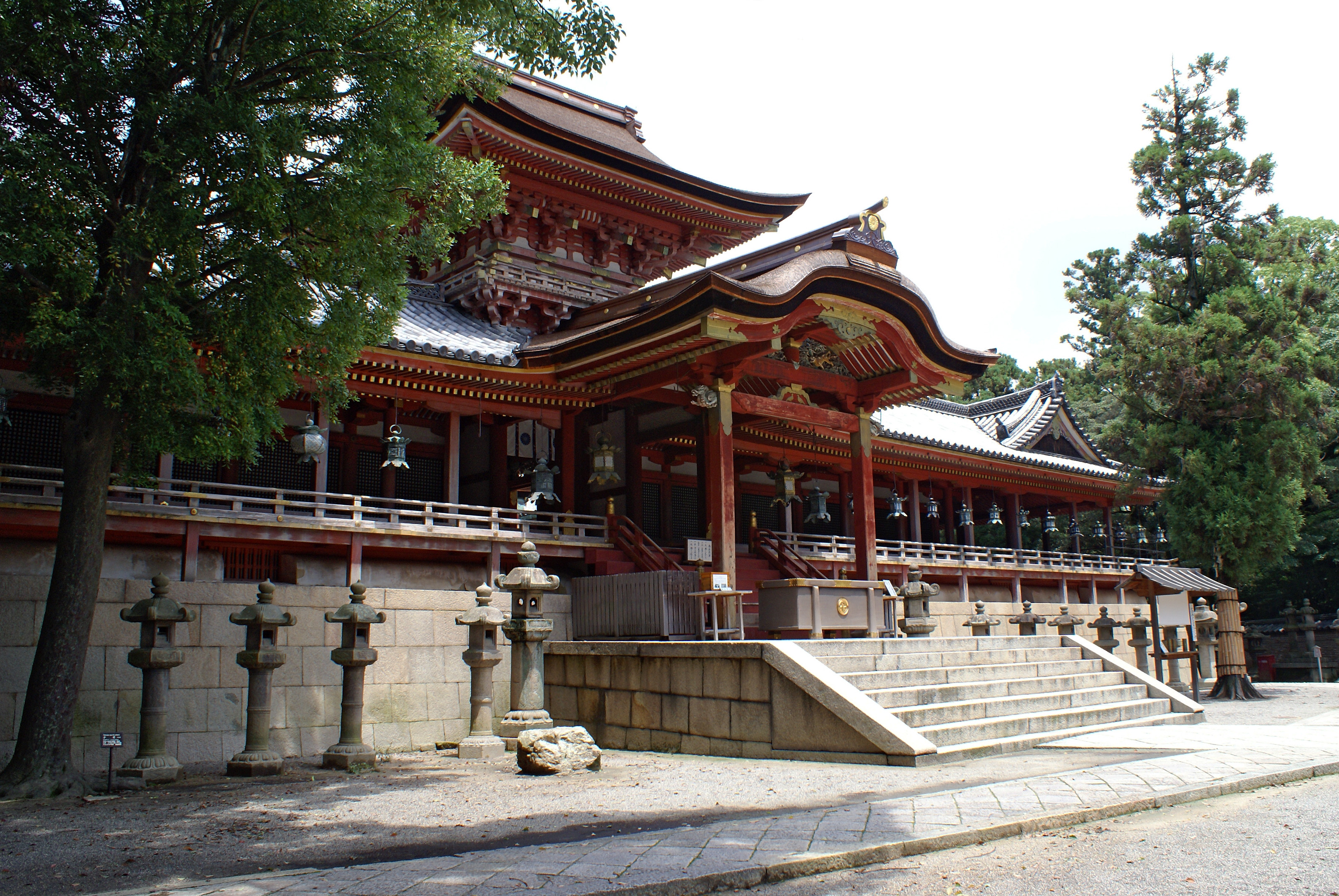
Đền Iwashimizu, một đền thờ thần Hachiman ở Yawata, Kyoto.

Một đền thờ thần Hachiman (八幡神社 Hachiman Jinja, Bát Phiên Thần xã), cũng có tên là Hachimangū (八幡宮, Bát Phiên cung) là một Thần xã thờ thần Hachiman. Các đền thờ này có số lượng nhiều thứ hai trong số các đền thờ Thần đạo, chỉ đứng sau các Thần xã thờ thần Inari (xem Đền thờ thần Inari).
Tên gọi theo nguyên gốc được đọc là Yawata hoặc Yahata, một cách đọc vẫn được sử dụng trong một số trường hơp. Nhiều thị trấn và thành phố kết hợp tên gọi Hachiman, Yawata hoặc Yahata phát triển xung quanh những đền thờ này.

## Các đền thờ thần Hachiman nổi tiếng
Bốn đền thờ sau đây thường được gọi với một tên bộ ba, như Usa-Iwashimizu-Hakozaki hoặc Usa-Iwashimizu-Tsurugaoka, và cả hai nhóm này đều được đặt tên là Tam đại Bát Phiên cung của Nhật Bản (三大八幡宮).
- Đền Usa 宇佐神宮 (Usa, Ōita) -- Sōhonsha (the head shrine) of Hachiman Shrines.
- Đền Iwashimizu 岩清水八幡宮 (Yawata, Kyoto)
- Đền Hakozaki 筥崎宮 (Fukuoka)
- Đền Tsurugaoka 鶴岡八幡宮 (Kamakura, Kanagawa)

## Các đền thờ thần Hachiman đáng chú ý khác
- Đền Hakodate 函館八幡宮 (Hakodate, Hokkaido)
- Đền Hatogamine 鳩峰八幡神社 (Tokorozawa, Saitama)
- Đền Morioka 盛岡八幡宮 (Morioka, Iwate)
- Đền Ōsaki 大崎八幡宮 (Sendai, Miyagi)
- Đền Shiroyama, Nagoya
- Đền Tomioka 富岡八幡宮 (Koto, Tokyo)
- Đền Tamukeyama 手向山八幡宮 (gần Tōdai-ji, Nara)
- Đền Umi 宇美八幡宮 (Umi, Fukuoka)
- Đền Ōmiya (Tokyo) 大宮八幡宮 (Suginami, Tokyo)
- Đền Ōmiya (Hyōgo) 大宮八幡宮 (Miki, Hyōgo)
- Đền Ōshio 大塩八幡宮 (Echizen, Fukui)
- Đền thờ thần Hachiman ở (Saipan, Quần đảo Bắc Mariana)